# Ross-River-Virus
Das Ross-River-Virus (RRV) ist ein Arbovirus aus der Familie der Togaviridae, Gattung Alphavirus. Es ist in Australien, auf Papua-Neuguinea und den benachbarten Inseln endemisch und führt jährlich zu mehreren tausend Erkrankungen (als sogenanntes Ross-River-Fieber bzw. epidemische Polyarthritis).

## Geschichte
Das Krankheitsbild ist seit den 1930er Jahren bekannt, die erste Isolation des Virus erfolgte in den 1960er Jahren. Seitdem hat sich das Virus weiter ausgebreitet, vermutlich weil durch verstärkte Migration neue und damit nicht immune Bevölkerungsgruppen betroffen waren. Endemische Gebiete finden sich in South Australia, im Northern Territory, in Queensland, Victoria und New South Wales. Eine weitere Ausbreitung ist theoretisch möglich, da die das Virus verbreitenden Vektoren (Stechmücken) auch auf anderen Kontinenten vorkommen.

## Infektionsweg
Die Übertragung erfolgt durch Stechmücken der Gattungen Aedes, Culex und Mansonia. Das Virusreservoir sind vermutlich Kleinsäuger.

## Klinik
Nach einer Inkubationszeit von 3 bis 9 Tagen plötzlich einsetzende, symmetrische Gelenk- (Arthralgien) und Muskelschmerzen (Myalgie) sowie Gelenksteifigkeit, leichte Temperaturerhöhung, Müdigkeit, Abgeschlagenheit, Lethargie, Hautausschläge und Kopfschmerzen. Die Erkrankung ist selbstlimitierend, Symptome können jedoch auch Monate bis Jahre andauern.

## Therapie
Eine Impfung oder spezifische Therapie gibt es nicht, die Therapie ist symptomatisch. In den betroffenen Gebieten ist Schutz vor Stechmücken ratsam.